# Frederick Converse
Frederick Shepherd Converse (1871-1940) là nhà soạn nhạc người Mỹ. Ông là người mở ra chương đầu tiên cho nền opera Mỹ khi sáng tác vở The pipe of desire.

## Cuộc đời và sự nghiệp
Converse được sinh ra ở Newton, Massachusetts, con trai của Edmund Winchester và Charlotte Augusta (Shepherd) Converse. Cha ông là một thương gia thành công, và là chủ tịch của National Tube Works and the Conanicut Mills. Frederick Converse học tại Đại học Harvard, nơi ông đã chịu ảnh hưởng của nhà soạn nhạc John K. Paine. Converse đã phụ trách hướng dẫn chơi piano và các nghiên cứu về lý thuyết âm nhạc là một phần quan trọng nhất của khóa học đại học của ông. Sau khi tốt nghiệp vào năm 1893, sonata violon (op. 1) của ông được trình diễn và ông đã giành danh hiệu cao nhất trong âm nhạc.
Sau sáu tháng kinh doanh, sự nghiệp mà cha của ông đã để lại cho ông, ông trở về để nghiên cứu sáng tác. Sau đó, ông đã dành hai năm tại Nhạc viện Hoàng gia ở Munich, nơi ông theo học với Joseph Rheinberger, ông hoàn tất khóa học trong năm 1898. Bản giao hưởng của ông symphony in D-minor đã có buổi diễn đầu tiên vào dịp tốt nghiệp của ông.
Trong thời gian 1899-1902, Converse giảng dạy hòa hợp tại Nhạc viện Âm nhạc New England ở Boston. Sau đó ông tham gia giảng dạy trong Đại học Harvard như người hướng dẫn âm nhạc và được bổ nhiệm làm trợ lý giáo sư vào năm 1905.

## Sáng tác
Có số opus:
- Festival of Pan Op. 9
- Endymion's Narrative Op. 10
- Night and Day Op. 11
- String Quartet Op. 18
- The Mystic Trumpeter Op. 19
- The Pipe of Desire Op. 21
- Overture, entr'actes and incidental music to Percy MacKaye's "Jeanne d'Arc" Op. 25
- The Sacrifice Op. 27

Không đánh số opus:
- The Peace Pipe
- Sonata for Cello & Piano
- Flivver Ten Million